# 鈴原優美
鈴原 優美（すずはら ゆみ、8月2日）は、日本の歌手であり、ガールズバンド、アイドル、グラビアアイドル、舞台俳優、作詞家、画伯。血液型はO型。ミスFLASH2017 ファイナリスト。「春のTGIF 週プレ賞2022」の最優秀賞受賞。愛称はゆぅみん。

## 人物・エピソード
- 好きな食べ物は551の豚まん、小籠包。苦手な食べ物はパクチー[1]。
- 長所は小さな幸せを大きくできること、短所は自信を持ちすぎなところ[2]。
- 趣味はポールダンス、二郎系ラーメンの食べ歩き[3]。
- アイドル時のメンバーカラーは赤。バンド時は紫。
- サイベリアンの猫を飼っている。名前は「うに」。
- 左利きで、ハンガーラックにハンガーをかけるときは逆になる[4]。
- 実家は農家でお米を生産している[5]。年の離れた兄がいる。
- 2017年8月3日から行われたクラウドファンディングにより、写真集「まるごとゆぅみん」の目標金額100万円の支援を数時間で達成し、発売が決定した[6]。撮影は沖縄県で行われた。
- 所属バンド「82回目の終身刑」で使用しているマニピュレーター機材はFOCUSRITE Scarlett 4i4（gen. 3）。
- 好きなアーティストは、Gacharic Spin、HEY-SMITH、ジェニーハイ[7]。
- 過去にはカフェ店員とマクドナルド店員のアルバイト経験がある。マクドナルドではスター（階級）になった事を自慢している[8]。
- コミックマーケット91にFF7のティファのコスプレで参加したことがある。
- 過去には二回、地方競馬で鈴原優美の冠レースが開催されている。
  - 鈴原優美生誕記念 G杯 2021（2021年12月12日、金沢競馬場）[9]。
  - シン・はぴねす王国祭記念（2021年12月12日、ばんえい競馬）[10]。
- タレントになった当初は料理ができず、同居しているスタッフに「もう作るな」と言われていた。現在は「ゆぅみん食堂」を不定期に開催し、ファンへ手作り料理を振舞っている。得意料理は麻婆豆腐・回鍋肉などの中華系。一番得意なのは天津飯の餡作り[11]。

## 略歴
2013年
- 3月20日、日本橋BarGuildにて【色彩RECORDS関西限定オーディション】に参加し合格。
- 4月14日、渋谷 RUIDO K2にてライブアイドルとしてデビュー。

2014年
- 1月25日、神田K-HALLにて鈴原優美初主催LIVE「はぴねす王国」を開催。
- 5月11日、club MERCURYにて「えびすばし☆プリンセス」のメンバーとしてユニットアイドルデビュー。
- 8月、「汐留グラビア甲子園2014」にてドカント賞を受賞[12]。
- 12月19日、「でらなんなん大阪」なんば店で一日店長を実施。

2015年
- 4月12日、神楽坂TRUSH-UP!!で「はぴねす王国2周年記念祭 ～戦士集合!ゆぅみんと一緒に神楽坂を転がろう!!～」を開催。
- 6月21日、自身初の1stシングル「らぶみん♡らびりんす/カラフルtoybox」を発売。
- 8月11日、「新耳袋」シリーズの著者である木原浩勝がプロデュースする怪奇Barにてゲームマスターを実施。
- 11月8日、「台北女子偶像音楽祭vol.5」に出演し、自身初の海外遠征を行う。

2016年
- 4月、DMM.yell広告掲載イベントに入賞特典で山手線の秋葉原駅の駅ホーム看板に掲載。
- 4月14日、STARBOXで「SWWL! ～鈴原優美活動３周年＆まひろひろ生誕どんぴしゃライブ～」を開催。
- 6月11日、「TALE Festival in 香港」に出演。
- 9月20日、「DMM.yell」「コミコミ」とのコラボ企画でグランプリを獲得し、大手DVDメーカーリバプールよりイメージビデオの販売が決定[13]。
- 12月4日、目黒鹿鳴館にて行われた葉月2ndアルバムツアー「マッド博士の動物実験」の劇中劇でエレガンテ役として出演。

2017年
- 3月19日、アイドル所属ユニット「えびすばし☆プリンセス」から「魁☆ニューゲーム」に改名し、赤色担当として活動継続。
- 4月18日、club MERCURYで「わんだふる☆ナイト 〜ゆぅみん4周年&なるる2周年おめでとうSP〜」を開催。
- 6月、「DMM.yell」において、大手DVDメーカーであるリバプールとコラボレーションした企画で1位を獲得しDVD「鈴原優美ちゃん！ついてっていいですか?」の発売が決定。
- 8月1日、渋谷 RUIDO K2にて1stワンマンライブ「はらぺこゆぅみん 戦士の笑顔でお腹いっぱいになるみん!」を開催。
- 8月2日、高円寺HIGHにて開催された「東京葉月フェスティバル2017」にてバンドデビュー。担当はマニピュレータ。
- 8月3日、初のクラウドファンディングを実施し、写真集作成のための目標金額を数時間で達成。
- 11月11日、長堀橋WAXXにて「まるごとゆぅみん」初大阪ワンマンライブLv.2を開催。

2018年
- 4月8日、真夜中のおバカ騒ぎ!の「歴代マヨバガールズ」として川崎競輪場のイベントに参加[14]。
- 4月15日、心斎橋VARONで「MUSIC☆PRIMER 〜もっとずっとゆぅみん!!鈴原優美5周年記念SP〜」を開催。
- 5月、CHEERZ「GW横浜エリア巨大ポスター掲出」イベント入賞特典の巨大ポスターがみなとみらい駅に掲載。

2019年
- 1月、カラオケDAM「グラカラ」1月配信にてグラビア映像配信。
- 1月9日、イラスト参加した絵本「王様と雨」が発売。
- 1月20日、所属していたアイドルユニット「魁☆ニューゲーム」が解散。
- 2月16日、club MERCURYで日向ちよと共にユニットakamidoriの活動を開始。
- 4月14日、大阪RUIDOで「MUSIC☆PRIMER〜鈴原優美周年SP〜」を開催。
- 5月18日、よしもとエンタメショップなんば店で行われたキュイーン個展にて、らむね岡・jbstyle.と合同でライブペイントを披露。
- 9月、東京での舞台稽古のため1か月間東京暮らしを開始。

2020年
- 2月8日、club MERCURYで ツイッターフォロワー1万人突破記念ワンマンライブ「アイドル人生82年宣言!」を開催。
- 3月20日 - 4月12日、「しゅわしゅわアートフェス」にイラストを出展。
- 8月2日、アメリカ村 BEYONDにて鈴原優美生誕＆YOUMIX!!発売記念ワンマンライブ「はらぺこは最高のスパイス!!」を開催。また自身初の1st mini album 「YOUMIX!!」を発売。
- 11月、活動拠点を大阪から東京に変更。

2021年
- 2月20日、グラゲキ「舞台 まいっちんぐマチコ先生」にて自身初となる主演を経験。
- 4月18日、渋谷 Nostyleで「シン・はぴねす王国祭～ゆみちゃん8周年おめでとうSP～」を開催。
- 12月11日、渋谷Nostyleにて「シン・はぴねす王国祭 〜鈴原優美 挑戦のプチワンマンライブ〜」を開催。

2022年
- 4月16日、WsmileBOX渋谷で「シン・はぴねす王国創立祭 ～ゆぅみん周年おめでとうSP～」を開催。
- 3月4日、すずはらがはく名義でLINEスタンプの販売を開始。
- 6月、グラビアの祭典「TOKYO GRAVURE IDOL FESTIVAL ONLINE2022」と週刊プレイボーイがコラボ開催した賞レース企画「春のTGIF週プレ賞」にて総勢194名のアイドルの中からグランプリに選出。

2023年
- 4月15日、下北沢MOSAiCで周年イベント「すずパ!春のゆぅみん10周年大感謝祭!」を開催。
- 8月、d-girls feat.鈴原優美としてコラボシングルに参加。
- 10月、Zepp Shinjuku（TOKYO）にて「d-girls 10周年記念単独公演2023」の公演にd-girls feat.鈴原優美として出演。

## ディスコグラフィ

### 映像作品
|  | 発売日         | タイトル                                        | 規格品番   | 販売形態                   | メーカー                   |
|  | -------------- | ----------------------------------------------- | ---------- | -------------------------- | -------------------------- |
|  | 2015年07月31日 | プリンセス☆ゆぅみん                             | SBVD-0289  | DVD デジタル・ダウンロード | エスデジタル               |
|  | 2016年05月20日 | ゆみきゅん                                      | ENFD-5724  | DVD デジタル・ダウンロード | イーネット・フロンティア   |
|  | 2017年07月21日 | 鈴原優美ちゃん！ついてっていいですか？          | LPFD-308   | DVD デジタル・ダウンロード | リバプール                 |
|  | 2020年05月20日 | ぷるりんゆぅみん                                | LCDV-41016 | DVD デジタル・ダウンロード | ラインコミュニケーションズ |
|  | 2020年05月22日 | I-ONE NEXT 鈴原優美                             |            | デジタル・ダウンロード     | I-ONE NEXT                 |
|  | 2021年08月27日 | 【VR】apartment Days！ Guest 193 鈴原優美 sideA | FAAPｰ421   | デジタル・ダウンロード     | ファンタスティカ           |
|  | 2021年09月17日 | 【VR】apartment Days！ Guest 193 鈴原優美 sideB | FAAP-428   | デジタル・ダウンロード     | ファンタスティカ           |

### 写真集
- ゆみ（20）～もうすぐ大人になる君へ～（2014年8月2日、色彩WEST）
- ヤンマガ!!（2015年08月02日、色彩WEST）
- 僕しか知らない鈴原優美（2016年8月3日、色彩WEST）
- 「まるごとゆぅみん」（2017年11月11日、色彩WEST）
- 「ゆみちゃんのわらじ＋」（2018年09月30日、色彩WEST）
- 「鈴原優美ちゃん！ついてっていいですか？」（2019年8月9日、リバプール）
- 「スイッチ-ON-」（2019年10月27日、色彩WEST）
- 「月刊 鈴原優美 vol.1」（2021年4月18日、色彩WEST）
- 「月刊 鈴原優美 vol.2」（2021年5月16日、色彩WEST）
- 「月刊 鈴原優美 vol.3」（2021年6月24日、色彩WEST）
- 「共犯関係」（2022年6月20日、週刊プレイボーイ）
- 「この度、ゆぅみんは!」（2022年12月23日、色彩WEST）

### シングル
|  | 発売日         | タイトル                           | 規格品番  | 販売形態                  | 備考                     |
|  | -------------- | ---------------------------------- | --------- | ------------------------- | ------------------------ |
|  | 2015年06月21日 | らぶみん♡らびりんす/カラフルtoybox | MSSR-1057 | CD デジタル・ダウンロード | 作曲：no_my 作詞：youmin |

### アルバム
|  | 発売日         | タイトル | 規格品番  | 販売形態                  | 備考 |
|  | -------------- | -------- | --------- | ------------------------- | --- |
|  | 2020年08月02日 | YOUMIX!! | PHSW-0001 | CD デジタル・ダウンロード | 収録曲 - らぶみん♡らびりんす（作曲：no_my 作詞：youmin） - 弱虫ヒーロー（作曲：佐々木宏人 作詞：youmin） - 拝啓、僕のお姫様（作詞作曲：蜜蜂はち） - Your Princess（作詞作曲：池本真緒） - ふれいじゅてーむ（作曲：hanawaya 作詞：youmin） - カラフルtoybox（作曲：no_my 作詞：youmin） |

### コラボレーションシングル参加作品
|  | 発売日         | タイトル                | 規格品番  | 販売形態 | 備考                            |
|  | -------------- | ----------------------- | --------- | -------- | ------------------------------- |
|  | 2023年08月13日 | solo flight/brave heart | FDCD-0023 | CD       | d-girls feat.鈴原優美として参加 |

### グループ所属時代の参加作品
|  | 発売日         | タイトル                  | 規格品番  | 販売形態                  | 備考                                                             |
|  | -------------- | ------------------------- | --------- | ------------------------- | ---------------------------------------------------------------- |
|  | 2014年06月14日 | 明日への扉/ズルい女       |           | CD デジタル・ダウンロード | - 明日への扉：I WiSHカバー - ズルい女：シャ乱Qカバー             |
|  | 2014年09月03日 | RE:IDOL～はじめてのチュウ | UGCA-5001 | CD                        | 参加曲 - はじめてのチュウ - 明日への扉 - ズルい女                |
|  | 2015年03月29日 | スターダストラブ          |           | CD                        |                                                                  |
|  | 2015年10月25日 | えびすばし☆HOT!!!         | MSSR-1059 | CD                        | 収録曲 - えびすばし☆HOT!!! - スターダストラブ - Future adventure |

|  | 発売日         | タイトル      | 規格品番  | 販売形態                  | 備考 |
|  | -------------- | ------------- | --------- | ------------------------- | --- |
|  | 2017年09月10日 | レベルアップ! | MSSR-3017 | CD デジタル・ダウンロード | 収録曲 - 愛のyummy!レシピ - とあるGAMEのエトセトラ - イクぜ!未来'MONSTER - All Night TAKOPA - あの日見た流れ星が叶えてくれた君と私の奇跡 |

### 所属バンドの作品
- 「82回目の終身刑#ディスコグラフィ」を参照。

### 絵本
- 「王様と雨」（文：四星球 まさやん イラスト:らむね岡、jbstyle.、鈴原優美）

## 出演

### ミュージックビデオ
- ガチ恋口上 - 犬人間ニョンズ
- 惡の華 - 柳瀬蓉
- 死死死死死死死死死 - mistress

### テレビ
- ミュージックブレイク「ハミジョ観察記」（テレビ東京）
- 「真夜中のおバカ騒ぎ!」（TOKYO MX・千葉テレビ）
- 「#ジモスポ北摂」（JCOM11ch）
- 「グラっちゃお! 鈴原優美」（エンタメ～テレ）
- 「サイキ道」（テレビ朝日）

### インターネットTV
- 矢口真里「火曜The NIGHT」（ABEMA）
- 「MUSIC にゅっと。」（NOTTV）
- グラビアごはん「グラ飯」（ニコニコ生放送）

### 書籍
- Pombashi Map（2014年12月1日、日本橋まちづくり振興株式会社）
- 週刊ヤングマガジン（2015年43号、講談社）
- ヤングアニマル（2017年12号・18号、白泉社）
- アサ芸Secret!（Vol.59号、徳間書店）
- 週刊プレイボーイ（No.27号・No.31号・32号、集英社）
- FLASH（2016年 8月9日号・8月23日号・8月30日号・9月13日号・9月20日号・10月4日号、光文社）
- 月刊アームズマガジン（2018年7月号・No.361号、ホビージャパン）
- IDOL FILE（Vol.01号・Vol.03号、ロックスエンタテインメント）
- キスカ（2016年2月号・2016年8月号・2019年12月号・2020年8月号、竹書房）
- GIRLS-PEDIA 2016 SUMMER（KADOKAWA）
- FLASH ダイアモンド（2018年11月10日号、光文社）

### 舞台
- 『ハニカミ!4 WHAT'S A SANTAFUL WORLD』（2016年12月24日、大阪・なんばYES THEATER）
- 舞台版 『まいっちんぐマチコ先生 ～臨海学校で人魚伝説！そんな事ってアリエル？の巻～』（2017年8月17日 - 20日、築地ブディストホール） - 成城ヒロミ 役
- 舞台版 『まいっちんぐマチコ先生 ～こんな世界に誰がした?? 世直しバック・トゥ・ザ・ティーチャーの巻～』（2018年5月3日 - 6日、築地ブディストホール） - 成城ヒロミ 役
- 『うどんを愛して』（2018年8月13日 - 15日、千本桜ホール） - うどんの精 役
- 舞台版 『まいっちんぐマチコ先生 ～令和元年スタート！YOUタチニツグ！シン・ニホンジンハダレダ！の巻～』（2019年5月2日 - 6日、築地ブディストホール） - 成城ヒロミ 役
- 『うどんを愛して おかわり』（2019年7月15日 、アトリエファンファーレ東新宿） - 取り立て屋 役 ※日替わりゲスト
- 劇団SPACE☆TRIP 第15回公演『地球防衛レストラン最終章～皆仲良く 伝統の味を～』（2019年11月1日 - 4日、千本桜ホール） - 道場二三子 役
- グラゲキ『BUKATSUノススメ』（2020年2月27日 - 3月1日、千本桜ホール） - 白鳥山潤実 役
- グラゲキ『BUKATSUノススメ・其ノ弐～部活失格～』（2020年10月17日・18日、MsmileBOX渋谷） - 白鳥山潤実 役
- グラゲキ『～舞台 まいっちんぐマチコ先生～』（2021年2月20日・21日、MsmileBOX渋谷） - 麻衣マチコ 役
- グラゲキ配信公演『まいっちんぐマチコ先生』（2021年5月13日、MsmileBOX渋谷） - 麻衣マチコ 役
- GIRLS VEAT 旗揚げ公演『白球乙女‼︎』（2021年6月17日 - 20日、MsmileBOX渋谷） - 青山りょう 役
- グラゲキ『まいっちんぐマチコ先生2021年夏号 ～ケン太の夏だ！幽霊だ！水着の幽霊スケベな除霊大作戦の巻～』（2021年7月17日 - 19日、MsmileBOX渋谷） - 麻衣マチコ 役
- GIRLS VEAT 第2回公演『疾走乙女‼︎』（2021年12月2日 - 5日、MsmileBOX渋谷） - 松本あぐり 役
- GIRLS VEAT 第4回公演『月虹乙女‼︎』（2023年1月26日 - 29日、MsmileBOX渋谷） - 野口舞 役

### イベント
- グラドル横丁（2015年 - ）
- TOKYO GRAVURE IDOL FESTIVAL （2016年 - ）
- サマラン祭 （2020年）

### カラオケ
- JOYSOUND うたスキミュージックポスト（ガチ恋口上/犬人間ニョンズ）
- DAM「グラカラ」1月配信（出演映像曲：花/中孝介）

### 新聞
- 「OSK 大人の社会見学」（2017年8月17日・2019年6月20日、大阪スポーツ）
- 「パンキングのアイドル界隈応援団」（2016年11月19日、中日新聞WEB）
- 「咲ドル火曜日」（2020年4月21日・5月19日・6月16日、日刊スポーツ）
- 「鈴原優美」（コンテンツ番号：GPT22611）（2022年6月11日 - 、グラビアプレスタイムズ）

### 映画
- 「アイドルリバーシ」（2018年）